# Autostrada A29 (Niemcy)
Autostrada A29 (niem. Bundesautobahn 29 (BAB 29) także Autobahn 29 (A29)) – autostrada w Niemczech przebiegająca od odgałęzienia w węźle autostradowym Dreieck Ahlhorner Heide A1 i prowadzi przez Oldenburg do Wilhelmshaven. A29 ma 93 km długości.
W części południowej A29, między węzłami Großenkneten(nr 19) a Ahlhorn(nr 20), do października 2006 roku znajdowało się awaryjne lądowisko. Następnie betonowy pas środkowy został usunięty a jego miejsce zajął pas zieleni.
Na skrzyżowaniu Oldenburg-Ost, aby zjechać na A28 można obrać zarówno kierunek Emden / Leer, jak i kierunek Brema.
Decyzja w sprawie budowy autostrady A29 zapadła w czerwcu 1968 roku a prace trwały do kwietnia 1984. Łączne koszty budowy wyniosły 680 mln DM.
A29 jest w przeważającej części dwupasmowa i aż do okolic Oldenburga mało uczęszczana. Jednak wraz z budową planowanego portu JadeWeserPort w Wilhelmshaven A29 zyskała na znaczeniu. Jednak zarówno połączenie A31 przez Wschodnią Fryzję (z niem. Ostfriesland) z A29, jak i połączenie z „autostradą wybrzeża” (niem. Küstenautobahn) – A22 jest obecnie szeroko dyskutowane.